# Courante
Courante hay Corrente, Coranto, Corant là một điệu nhảy phát triển vào cuối thời phục hưng, đầu thời ba rốc.
Các Courante được thường được sử dụng trong giai đoạn baroque. Trong thời gian này, có hai loại Courante: Pháp và Ý. Trong một bộ khiêu vũ Baroque, một Courante Ý hay Pháp thường đi kèm giữa allemande và sarabande, làm cho nó chuyển động thứ hai hoặc thứ ba. Loại Pháp thường ký hiệu trong 3/2 hoặc 6/4, thỉnh thoảng xen kẽ giữa hai mét; loại Ý là một điệu nhảy nhanh hơn đáng kể.

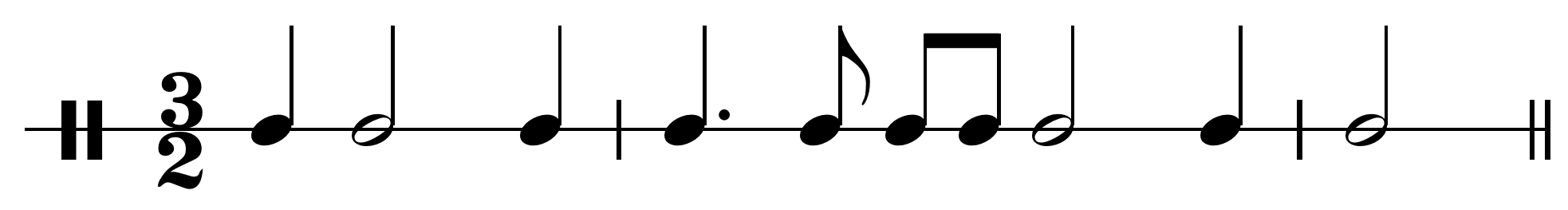
Nhịp courante.